# Vlaams Talenplatform

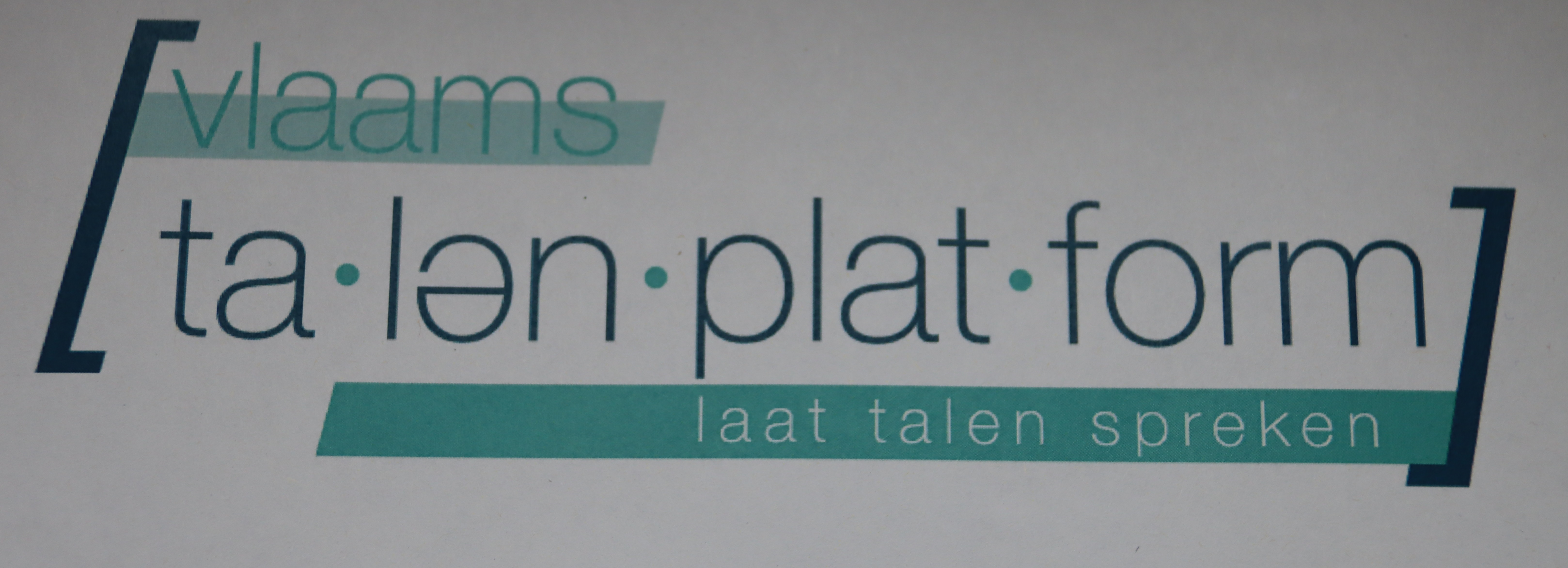
Vlaams talenplatform

Het Vlaams Talenplatform of VTP is een samenwerkingsverband in Vlaanderen met alle universitaire talenopleidingen, de verschillende lerarenopleidingen (hogescholen) en een vertegenwoordiging uit het volwassenenonderwijs. Het doel van het platform is (de positieve keuze voor) het talenonderwijs in Vlaanderen te stimuleren door kennis te verzamelen en actie te ondernemen. Het platform bracht een Talenplan naar voren, met 10 maatregelen om het talenonderwijs te versterken. In 2023 ondertekenden de vijf rectoren van de Vlaamse universiteiten het Talencharter van het Vlaams Talenplatform. Het Vlaams Talenplatform lanceerde in 2023 de campagne 'Duik in taal!' om leerlingen te stimuleren voor talenrichtingen te kiezen en de taalsector te promoten. Kernleden van het Vlaams Talenplatform zijn Inge Arteel (Vrije Universiteit Brussel), Lieven Buysse (Katholieke Universiteit Leuven), Tanja Mortelmans (Universiteit Antwerpen), Kornee van der Haven (Universiteit Gent).